# Ligier JS21
Chronologie des modèles (1983)
Ligier JS19 Ligier JS23
La Ligier JS21 est une monoplace de Formule 1, conçue par Michel Beaujon, Claude Galopin et Henri Durand, engagée par l'écurie française Ligier dans le cadre du championnat du monde de Formule 1 1983. 
La monoplace est propulsée par un moteur V8 Ford-Cosworth atmosphérique et équipée de pneumatiques Michelin. Ses pilotes sont le Français Jean-Pierre Jarier et le Brésilien Raul Boesel.

## Résultats en championnat du monde de Formule 1
| Saison | Écurie                | Moteur               | Pneus    | Pilotes            | Courses | Courses | Courses | Courses | Courses | Courses | Courses | Courses | Courses | Courses | Courses | Courses | Courses | Courses | Courses | Points inscrits | Classement |
| Saison | Écurie                | Moteur               | Pneus    | Pilotes            | 1       | 2       | 3       | 4       | 5       | 6       | 7       | 8       | 9       | 10      | 11      | 12      | 13      | 14      | 15      | Points inscrits | Classement |
| ------ | --------------------- | -------------------- | -------- | ------------------ | ------- | ------- | ------- | ------- | ------- | ------- | ------- | ------- | ------- | ------- | ------- | ------- | ------- | ------- | ------- | --------------- | ---------- |
| 1983   | Équipe Ligier Gitanes | Ford-Cosworth DFV V8 | Michelin |                    | BRÉ     | EUO     | FRA     | SMR     | MON     | BEL     | EUE     | CAN     | GBR     | ALL     | AUT     | P-B     | ITA     | EUR     | AFS     | 0               | Non classé |
| 1983   | Équipe Ligier Gitanes | Ford-Cosworth DFV V8 | Michelin | Jean-Pierre Jarier | Abd.    | Abd.    | 9e      | Abd.    | Abd.    | Abd.    | Abd.    | Abd.    | 10e     | 8e      | 7e      | Abd.    | 9e      | Abd.    | 10e     | 0               | Non classé |
| 1983   | Équipe Ligier Gitanes | Ford-Cosworth DFV V8 | Michelin | Raul Boesel        | Abd.    | 7e      | Abd.    | 9e      | Abd.    | 13e     | 10e     | Abd.    | Abd.    | Abd.    | Nq      | 10e     | Nq      | 15e     | Nc.     | 0               | Non classé |

Légende : ici 